# Boutonia cuspidata
Boutonia cuspidata là một loài thực vật có hoa trong họ Ô rô. Loài này được DC. mô tả khoa học đầu tiên năm 1838.